# First International Computer
First International Computer, Inc. (FIC) – tajwańska firma produkująca m.in. komputery i podzespoły komputerowe, projektująca i wykonująca produkty komputerowe i elektroniczne dla innych producentów elektroniki na całym świecie. Do produktów firmy zaliczają się płyty główne, wbudowane systemy komputerowe, karty graficzne, komputery osobiste i laptopy. FIC jest firmą prywatną założoną w 1980 r. przez Dr. Ming-Jen Chien, w Tajpej na Tajwanie.

## Kategorie produktów
Produkty firmy First International Computer: stacjonarne komputery osobiste – PCty, komputery przenośne, karty graficzne systemy wbudowane, telefony komórkowe i pamięci komputerowe. Produkują również przeznaczone dla hobbystów płyty główne oparte na technologii Intel i AMD.